# Mosby (Misuri)
Mosby es una ciudad ubicada en el condado de Clay en el estado estadounidense de Misuri. En el Censo de 2010 tenía una población de 190 habitantes y una densidad poblacional de 35,15 personas por km².

## Geografía
Mosby se encuentra ubicada en las coordenadas 39°18′59″N 94°17′58″O / 39.31639, -94.29944. Según la Oficina del Censo de los Estados Unidos, Mosby tiene una superficie total de 5.41 km², de la cual 5.39 km² corresponden a tierra firme y (0.34%) 0.02 km² es agua.

## Demografía
Según el censo de 2010, había 190 personas residiendo en Mosby. La densidad de población era de 35,15 hab./km². De los 190 habitantes, Mosby estaba compuesto por el 97.37% blancos, el 1.05% eran afroamericanos, el 0% eran amerindios, el 0.53% eran asiáticos, el 0% eran isleños del Pacífico, el 0.53% eran de otras razas y el 0.53% pertenecían a dos o más razas. Del total de la población el 1.58% eran hispanos o latinos de cualquier raza.